# Fawj al-Imam al-Hujja
Fawj al-Imam al-Hujja, ou le Régiment de l'imam al-Hujja, est une milice islamiste chiite formée en janvier 2016, lors de la guerre civile syrienne. 

## Fondation
Affilié au Hezbollah, Fawj al-Imam al-Hujja est formé en janvier 2016 à Nobl et Zahraa, deux localités du gouvernorat d'Alep alors assiégées par les rebelles.

## Zones d'opérations
En 2016, la milice est active dans le Gouvernorat d'Alep, elle prend part au Siège de Nobl et Zahraa, puis à la bataille d'Alep.

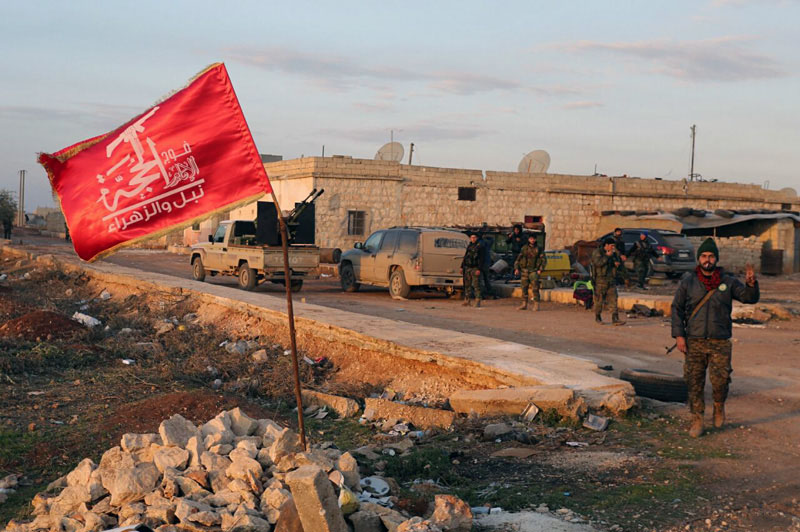
Des miliciens chiites du Fawj al-Imam al-Hujja, après le siège de Nobl et Zahraa, le 3 février 2016.